# José Ramón Landarroitajauregi Garai
José Ramón Landarroitajauregi Garai (también conocido como Joserra Landa), es un terapeuta, docente, divulgador y escritor español considerado uno de los referentes principales de la Sexología Sustantiva.
Ha sido socio fundador y primer presidente de la Asociación Estatal de Profesionales de la Sexología (AEPS) y fundador del Instituto de Sexología Sustantiva (ISESUS). También es director del centro de atención a la pareja Biko Arloak, en Bilbao.

## Biografía
Nacido en Bilbao (1964), es licenciado en pedagogía por la Universidad de Deusto y licenciado en psicología por la Universidad del País Vasco (UPV).  También realizó el Máster en Sexología en el Instituto de Sexología con Efigenio Amezúa (Incisex, Madrid) y el Programa Doctoral de Sexología con Félix López en la Universidad de Salamanca. 
Desde 1992, año en el que creó el Centro de Atención a la Pareja "Biko Arloak" en Bilbao, ha compaginado su labor como terapeuta con otras áreas como la escritura, docencia y la divulgación. En 1993, con la intención de promocionar y reconocer la sexología como disciplina científica, fue promotor y fundador de la Asociación Estatal de Profesionales de la Sexología (AEPS), de la que fue su primer presidente. Desde entonces, ha trabajado por el reconocimiento de la sexología como disciplina científica y por su divulgación mediante la publicación de ensayos, artículos y la fundación del Instituto de Sexología Sustantiva (ISESUS), en 2013. También ha sido profesor en posgrados y máster en diferentes universidades españolas (Universidad de Alcalá de Henares, Unviersidad de Deusto, Universidad Pontificia de Salamanca, Universidad Camilo José Cela y Universidad Europea Miguel de Cervantes).
Asimismo, en su labor divulgativa y científica, también ha sido invitado como conferenciante en congresos y jornadas específicas tales como las Jornadas de la AEPS, la Semana Galega de filosofía o en la Noche Europea de los Investigadores, entre otras. 

## Sexología Sustantiva
A principios de los años 70, surge en Madrid el Instituto de ciencias sexológicas (INCISEX), en el que Efigenio Amezúa recuperó y reformuló la tradición teórica de aquella primera generación de sexólogos del primer tercio del siglo XX (sobre todo: Havellock Ellis, Magnus Hirschfeld y Gregorio Marañón) que no se centra en el estudio del sexo que «se hace» o el sexo que «se tiene» sino del sexo «se es». Esta nueva perspectiva generó un nuevo marco de comprensión: una nueva episteme a la que se ha llamado Sexología Sustantiva.
La Sexología Sustantiva trata de estudiar los sexos; por lo tanto: sus diferencias, sus mixturas, sus identidades y sus interacciones (íntimas y públicas). No se considera una «rama» o una «especialidad» de ninguna otra ciencia sino que está constituida en una disciplina singular con una episteme genuina con su propio marco teórico y su propia metodología.  La Sexología Sustantiva tiene como meta la creación y consolidación de un orden sexual que promueva la convivencia y la cooperación entre los sexos en un marco de justicia y razón.

## Obra
Con una extensa obra,  ha publicado numerosos ensayos, monografías, capítulos y artículos relacionados con la sexología sustantiva que han sido publicados en revistas de referencia y se han convertido en obras clave para comprender la ciencia de los sexos.
Ensayos:
1. Nociones de sexosofía antigua. ed. ISESUS. 2012
2. Genus: Genitales y generación. ed. ISESUS. 2013
3. Materiales para una Teoría de Pareja. ed. ISESUS. 2014
4. Homos y Heteros: andrerastas y ginerastas. ed. ISESUS. 2014
5. Sexorum Scientia Vulgata: Textos breves para la divulgación de la ciencia de los sexos. ed. ISESUS. 2016
6. Reflexiones cítricas para sexólogos avezados. Editorial ISESUS. 2016

Monografías:
1. Análisis descriptivo de referentes actitudinales hacia algunos aspectos de la sexualidad en alumnos del master del Incisex. Revista española de sexología, 53-54. 1992
2. Teoría de Pareja: Introducción a una Sexología Sistémica. Revista Española de Sexología nº 70-71. 1995
3. Homos y Heteros: Aportaciones para una Teoría de la Sexuación Cerebral. Revista Española de Sexología, 97-98. 2000
4. Reflexiones cítricas para sexólogos avezados: Para una epistemología Sexológica. Revista Española de Sexología, 157-158. 2010

Capítulos:
1. Particularidades sexuales de las personas con discapacidad psíquicas. En FAPDAS “Discapacidad Psíquica y Educación Sexual”, Gijón. 2002
2. Sexualidad y minusvalías: precios, aprecios, desprecios y menosprecios sexuales. En Felicidad Martínez Sola “Discapacidad y Vida Sexual: la erótica del encuentro”, COCEMFE, Asturias. 2003
3. Homos y heteros: orientaciones sexológicas a propósito de orientaciones del deseo. En Itziar Alonso Arbiol “Actualizaciones en sexología clínica”, Sección editorial Universidad del País Vasco. 2003
4. Besos y sexología. En Mª. Ángeles Rabadán González Visión multidisciplinar de la función de la boca. Publicado por Consejo General de Odontólogos y Estomatólogos de España. 2004
5. Sexología y Salud Sexual. Crítica a una Salud Sexual en crisis y aportaciones saludables desde la Sexología. En Angel Luis Montejo González “Sexualidad, Psiquiatría y Cultura”, Editorial Glosa, Barcelona. 2005
6. Mujer, Discapacidad y Pareja. En MA Franco, T Orihuela y L Cantero “Sexualidad y Mujer con Discapacidad. Contribuciones, guías y buenas prácticas”, Proyecto SWOD, Unión Europea, Bruselas. 2006
7. Para mejor entender la Respuesta Sexual Humana. En Koldo Seco, "La eyaculación precoz: manual de diagnóstico y tratamiento", Fundamentos, Madrid. 2009
8. Sinergia parental tras la ruptura amorosa. En Ana Martínez Pampliega (coord..) Divorcio y monoparentalidad: retos de nuestra sociedad ante el divocio. Red Europea de Institutos de la Familia. 2009
9. Sexo, identidad sexual y menores transexuales. En Nora Barqui, Gabriel Genise y Dante Tolosa "Manual integrador hacia la despatologización de las identidades Trans", Editorial Akadia, Buenos Aires

Artículos:
1. La sexología española del siglo XX. Anuario de Sexología, nº 0. 1994
2. El Castillo de Babel: La construcción de una Sexología del «hacer» y una Generología del «deber ser». Anuario de Sexología, nº 2. 1996
3. Parejas exitosas y éxito en terapia de pareja. Anuario de Sexología, nº 4. 1998
4. Términos, conceptos y reflexiones para una comprensión sexológica de la transexualidad. Anuario de Sexología, nº 6. 2000
5. 25 años del Instituto de Sexología: una conversación teórica con Efigenio Amezua. Anuario de Sexología, nº 7
6. Bésame mucho. Instituto de Sexología: la-erotica y el ars amandi. 2003
7. A propósito de Kinsey: seis décadas de informe. Anuario de Sexología, 10. 2008
8. Breves reflexiones sobre infidelidad, adulterio y «compra(r)tibilidad erótica». Boletín Información Sexológica 72,73. 2012
9. La moral del nuevo orden sexual de Occidente. Revista Éxodo, nº 82. 2013
10. Adolescencia y orientación. Jornadas “Jóvenes y Sexualidad: algunas situaciones de exclusión”. Consejo de la Juventud de España. 2013 (enlace roto disponible en Internet Archive; véase el historial, la primera versión y la última).

## Colaboraciones en medios de comunicación
Ha realizado colaboraciones con diferentes medios de comunicación, tanto prensa, radio o televisión, en los que ha tratado diferentes temas relacionados con la sexología y su divulgación. Entre sus colaboraciones se puede destacar las realizadas para televisión en "Para todos la 2" de RTVE, en medios digitales tales como "somos peculiares" o en prensa escrita para diferentes cabeceras como son El faro de Vigo, La nueva España, El Comercio, El País, El Mundo, El Diario Vasco o Deia.